# الشويكية
الشويكة هي قرية تتبعُ مدينة العمران لمحافظة الأحساء في المنطقة الشرقية في المملكة العربية السعودية.

## الموقع
تقع الشويكة علي بعد كيلومتر واحد من مدينة العمران، حيث تقع جنوب غرب مدينة العمران.

## التاريخ
تعتبر الشويكة من أقدم القري في واحة الأحساء، الواقعة بين النخيل وجداول الماء، ذكرها الباحث الأثري فريدريكو فيدال في كتبه.

## اقتصاد
سكان قرية الشويكة يعملون في المجال الزراعي.

## الوصف
تعتبر الشويكة من القري الأثرية القديمة، تملك القرية أرض منبسطة، القرية يوجد بها كثير من البيوت الأثرية القديمة. بنيت بيوت القرية من الطين أو اللبن، وسقف المنزل من جذوع النخيل، يتكون المنزل في بعض الأحيان من دورين، أعلي المنزل يوجد سطح، المنزل يتكون من الداخل مجموعة من الغرف بجانب بعضها البعض، ويكون أمامها براحة، مؤخرة المنزل تربي فيه الماشية 
يعمل أهل البيت بنصب الغيام في فصل الصيف عند صلاة المغرب حتي تبرد الخيمة من الداخل.

## المرافق
يوجد في قرية الشويكة خدمات الكهرباء، والاتصالات.

## ًانظر أيضًا
- الحني (الأحساء)
- العصلا
- الجوية